# Philippe Péninque
Philippe Péninque, né en 1952 à Paris, est un avocat fiscaliste et militant politique français.
Engagé à l'extrême droite, il fut notamment président du Groupe union défense en 1975-1976.

## Biographie

### Famille et jeunesse
Philippe Péninque naît en 1952 à Paris[réf. souhaitée], et grandit dans le quartier Barbès,. Il se marie en 1979.
Il compte un grand-père communiste. Ses parents sont francs-maçons ; ils se rallient aux gaullistes dans les années 1960. Son père, Claude Péninque, est à l'origine du Cercle France-Nouvelle-Calédonie, parrainé par le chef des anti-indépendantistes, Jacques Lafleur ; il est suppléant de la députée RPR Christine Boutin lors de son mandat 2002-2007.

### Parcours étudiant et professionnel
Philippe Péninque est diplômé de l'Institut d'études politiques de Paris (section Service public, promotion 1976). Son mémoire universitaire est intitulé La Politique à coups de poing.
En 1984, il monte un cabinet d’avocats avec son ami Jean-Pierre Émié, surnommé « Johnny le Boxeur » à Assas.
Il s'associe avec Lionel Queudot dans la SCI La Rumine[réf. nécessaire].
Dans Ma descente aux enfers (2000), le boxeur Christophe Tiozzo, dont il gérait les actifs, l'accuse d'avoir provoqué sa ruine. Il aurait ouvert des comptes pour des sociétés de sécurité avec des fonds en espèces reçus d'Édouard Balladur, dont les comptes de campagne comportent de nombreuses anomalies.
Son nom apparaît dans l'affaire Cahuzac en 2013 — famille Cahuzac dont il est l'ami proche. Selon Le Monde, le compte suisse (ou l'un des comptes) de Jérôme Cahuzac chez UBS est ouvert en 1992 par Philippe Péninque. En 1993, ce compte a été récupéré en nom propre par Jérôme Cahuzac et en 1998 sa gestion a été confiée à la société financière Reyl & Cie, domiciliée à Genève (Suisse).

### Parcours politique

#### Au sein de l'extrême droite radicale
Membre dès le lycée d'Occident puis d'Ordre nouveau, il est responsable du Groupe union défense (GUD) alors qu'il étudie à l'université Panthéon-Assas. Il affirme s'être « battu tous les jours entre 1968 et 1975. Pour devenir chef du GUD, il faut être chef du service d’ordre. Pour être chef du service d’ordre, il faut être le plus violent ». Plusieurs fois condamné pour violence, « habitué » des conseils de discipline d'Assas et de Sciences Po, Philippe Péninque déclare s’honorer « d’avoir été au Groupe union défense » et estime que « nous serons considérés, quand l’Histoire va nous rendre raison, rapidement, comme des héros et des résistants ».
En 1973, à Assas, Philippe Péninque et Jean-François Santacroce s'activent afin de renforcer le niveau politique des nouvelles recrues. Ils créent des cercles de réflexion et organisent des cycles de conférences comme le « cercle Défense de l'Occident » avec Maurice Bardèche, ou le « cercle Oswald-Spengler ». Dans son mémoire de fin de cycle à Sciences Po, Philippe Péninque soutient  une vision « nationaliste et populaire », concluant que « L’extrême droite peut jouer un rôle important » ; un « travail d’une centaine de pages dont il est resté très fier ». En 1975-76, il préside le GUD.[réf. souhaitée]
En 1994, à l'occasion de la commémoration du débarquement allié en Normandie, dans un contexte très favorable à une opération de communication, le GUD appelle à manifester le 7 mai contre les festivités du 6 juin : « Le GUD rend hommage aux millions de victimes de l'impérialisme américain de Panama à Hiroshima ». La manifestation, de nature à troubler l'ordre public, est interdite. Quelques militants du GUD qui ont pu rejoindre la place Denfert-Rochereau déploient des drapeaux à croix celtique, et tentent quelques percées. Plusieurs interpellations ont lieu et un jeune nationaliste trouve la mort en tentant de fuir les cordons. En marge de plusieurs réactions, le « comité du 9 mai » s'empare de la station Fun Radio et monopolise l'antenne pendant une trentaine de minutes pour expliquer le point de vue des manifestants. 6 militants sont interpellés et poursuivis : ils sont défendus avec succès par Jean-Pierre Émié, Philippe Péninque et Marine Le Pen.
En 2007, il rédige les statuts d’Égalité et Réconciliation (E&R) — le mouvement porté par Alain Soral, qu’il a rencontré deux ans plus tôt — dans lesquels il figure comme cofondateur, avec Jildaz Mahé O'Chinal. L’association est d'abord domiciliée à l’adresse de ses sociétés, rue Scheffer à Paris, avant que Frédéric Chatillon ne trouve un lieu d'habitation dédié à E&R. Il participe à l'université d'été du mouvement en septembre 2007. Alain Soral affirmera par la suite que Jildaz Mahé O'Chinal et Philippe Péninque « ont accepté par amitié de prêter leur nom sans jamais s'y être investis en aucune façon. Ils ont d'ailleurs été remplacés à leur demande ». Par ailleurs, Philippe Péninque s'est porté caution pour l'appartement d'Alain Soral. Pour Mediapart, le but de E&R est de creuser un sillon chez les jeunes des classes populaires, notamment dans les banlieues, et de constituer un vivier de cadres pour le FN. Au cours de la campagne législative à Hénin-Beaumont, en 2007, Péninque se déplace sur le terrain, vêtu d'un T-shirt blanc siglé « E&R » aux côtés de Marine Le Pen et d’Alain Soral, qu'il soutient également financièrement.
La même année, avec Frédéric Chatillon et Jildaz Mahé O'Chinal, il soutient le lancement du Local, bar géré conjointement par Alain Soral et Serge Ayoub.
Il est membre du cercle Iéna, qui réunit des anciens d'Ordre nouveau et du GUD et où il aurait aussi fait adhérer plusieurs amis.
Il côtoie également Jean-Claude Nataf, cofondateur de la Ligue de défense juive.

#### Auprès de Marine Le Pen
Proche de Jean-Marie Le Pen, il prend en charge le dossier financier du Front national après les élections nationales de 2007 qui ont laissé le parti avec 8 millions d'euros de dettes empruntés à l'imprimeur Fernand Le Rachinel. Dans le cadre de l'élection présidentielle de 2007, il conseille Jean-Marie Le Pen, collaborant notamment avec Alain Soral à la rédaction du discours de Valmy de septembre 2006. En 2015, Wallerand de Saint-Just estimera ainsi : « [de 2007 à 2011], on a porté le FN à quatre : Jean-Marie Le Pen, Marine, Philippe Péninque et moi ». En 2010-2011, il est en concurrence avec Philippe Olivier et Emmanuel Leroy pour nouer des relations en faveur du FN en Russie. En 2012, il se rend en Russie pour préparer le premier voyage à Moscou de Marine Le Pen. 
Après avoir rencontré Marine Le Pen en 1994 en plaidant à ses côtés au tribunal pour défendre des militants du GUD et du FNJ, il commence à la fréquenter assidûment en 2003. En avril 2007, il organise la visite de Marine Le Pen à Aulnay-sous-Bois. En 2007, il figure sur la liste des nouveaux secrétaires départementaux du FN, comme patron de la fédération de Seine-Saint-Denis, mais renonce au dernier moment.
En octobre 2010, il émet deux chèques de 200 000 et 120 000 euros à l’ordre de Cotelec, pourvoyeur de fonds des campagnes du FN. Du 1er février 2011 au 30 septembre 2012, il assiste — sur le plan juridique, administratif et fiscal — la société Riwal, prestataire de service du micro-parti Jeanne fondé par des proches de Marine Le Pen.
Discret, il « se complaît dans un rôle d’homme de l’ombre » et adresse de multiples droits de réponses aux organes de presse écrivant sur lui.

Le 6 février 2016, il est invité, au titre des personnalités extérieures « qualifiées », au séminaire « de réflexion » du Front national, organisé à huis clos dans l’Essonne : à cette occasion, il plaide, avec son ami Axel Loustau, pour viser le soutien électoral des classes aisées. Il fait de nouveau partie des proches conseillers de Marine Le Pen durant sa campagne présidentielle de 2017. Pour Mediapart : 

« cet ancien avocat fiscaliste et ex-chef du GUD, œuvre à l’ascension de Marine Le Pen, côté coulisses. C’est lui qui l’a aidée à conquérir le parti, écartant ses opposants un à un. Lui qui a installé sa propre équipe, la « GUD connection », au cœur de l’organisation des campagnes de Marine Le Pen. Lui aussi qui a posé les bases d’une ligne « nationale-républicaine » au FN. Si la candidate frontiste arrivait à l’Élysée, ce sexagénaire exercerait une influence cruciale, dans l’ombre. »